# Virginia Slims of Richmond 1973
Virginia Slims of Richmond 1973  — жіночий тенісний турнір, що проходив на закритих кортах з ґрунтовим покриттям Westwood Racquet Club у Ричмонді (США) в рамках Світової чемпіонської серії Вірджинії Слімс 1973. Турнір відбувся вдруге і тривав з 14 березня до 18 березня 1973 року. Перша сіяна Маргарет Корт здобула титул в одиночному розряді й отримала за це 6 тис. доларів США.

## Фінальна частина

### Одиночний розряд
Маргарет Корт —  Джанет Ньюберрі 6–2, 6–1

### Парний розряд
Маргарет Корт /  Леслі Гант —  Карен Крантцке /  Бетті Стов 6–2, 7–6(5–4)

## Розподіл призових грошей
| Дисципліна       | П      | F      | 3-тє   | 4-те   | ЧФ     | 1/8 | 1/16 |
| Одиночний розряд | $6,000 | $3,000 | $1,900 | $1,600 | $1,000 | ?   | ?    |